# HD 16417 b
HD 16417 b，或稱為天炉座λ2b（λ2 Fornacis b），是一個距離地球約84光年的太陽系外行星，位於天爐座，母恆星是視星等6等的黃矮星天炉座λ²。該行星的質量下限只有木星的7%，和海王星相當。此外，該行星與母恆星距離相當近，因此預期它的表面溫度相當高。該行星是2009年2月23日在天爐座發現的第三顆系外行星，以徑向速度法發現。